# Coppa Italia 1982-1983
La Coppa Italia 1982-1983 fu la 36ª edizione della manifestazione calcistica. Iniziò il 18 agosto 1982 e si concluse il 22 giugno 1983.
Il trofeo fu vinto dalla Juventus, per la settima volta nella sua storia, contro un Verona alla sua seconda finale. I piemontesi riuscirono a ribaltare lo 0-2 subito dagli scaligeri nella partita di andata al Bentegodi di Verona, imponendosi 3-0 nella sfida di ritorno al Comunale di Torino risoltasi ai tempi supplementari.

## Formula
Da quest'edizione la manifestazione ebbe una nuova formula, con l'ingresso delle dodici migliori squadre della Serie C. Le quarantotto partecipanti furono scremate nel corso degli otto gruppi che componevano il primo turno svoltosi nel precampionato, qualificando sedici formazioni per gli ottavi a eliminazione diretta. La finale venne disputata in due gare d'andata e ritorno.

## Risultati

### Primo turno

#### Girone 1
| Squadra      | P.ti | G | V | N | P | GF | GS | DR |
| ------------ | ---- | - | - | - | - | -- | -- | -- |
| 1. Torino    | 8    | 5 | 3 | 2 | 0 | 7  | 4  | +3 |
| 2. Cagliari  | 7    | 5 | 2 | 3 | 0 | 8  | 5  | +3 |
| 3. Palermo   | 6    | 5 | 1 | 4 | 0 | 5  | 4  | +1 |
| 4. Monza     | 3    | 5 | 1 | 1 | 3 | 7  | 7  | 0  |
| 5. Reggiana  | 3    | 5 | 1 | 1 | 3 | 6  | 8  | -2 |
| 6. Benevento | 3    | 5 | 0 | 3 | 2 | 3  | 8  | -5 |

| Arbitro: | Sguizzato (Verona) |

|               |           |           |
| Marronaro 58’ | Marcatori | 89’ Bozzi |

| Palermo 18 agosto 1982, ore 17:30 CEST 1ª giornata | Palermo               | 0 – 0 referto | Torino | Stadio La Favorita\| Arbitro: \| Ballerini (La Spezia) \| |
| Arbitro:                                           | Ballerini (La Spezia) |               |        |                                                           |

| Arbitro: | Facchin (Udine) |

|               |           |  |
| Carnevale 23’ | Marcatori |  |

| Benevento 22 agosto 1982, ore 17:30 CEST 2ª giornata | Benevento           | 0 – 0 referto | Palermo | Stadio Santa Colomba\| Arbitro: \| Tubertini (Bologna) \| |
| Arbitro:                                             | Tubertini (Bologna) |               |         |                                                           |

| Arbitro: | Bianciardi (Siena) |

|              |           |                            |
| Pradella 41’ | Marcatori | 24’ Mazzarri 30’ Victorino |

| Arbitro: | Menicucci (Firenze) |

|              |           |                          |
| Paradiso 18’ | Marcatori | 47’ Bonesso 77’ Selvaggi |

| Arbitro: | Polacco (Conegliano) |

|           |           |             |
| Piras 35’ | Marcatori | 70’ Mottola |

| Arbitro: | Esposito (Torre del Greco) |

|           |           |               |
| Gorin 31’ | Marcatori | 56’ Carnevale |

| Arbitro: | Vitali (Bologna) |

|                |           |              |
| Borghi 7’, 48’ | Marcatori | 65’ Pradella |

| Arbitro: | Benedetti (Roma) |

|             |           |                          |
| Carboni 43’ | Marcatori | 58’ Galbiati 78’ Dossena |

| Arbitro: | Patrussi (Ravenna) |

|                                    |           |                                      |
| Victorino 12’ (rig.) Rovellini 71’ | Marcatori | 65’ De Stefanis 67’ (aut.) Rovellini |

| Arbitro: | Pezzella (Frattamaggiore) |

|  |           |                             |
|  | Marcatori | 14’, 35’ Pradella 51’ Bolis |

| Arbitro: | Testa (Prato) |

|  |           |                                      |
|  | Marcatori | 30’, 71’ Paradiso 40’, 60’ Carnevale |

| Arbitro: | Falzier (Treviso) |

|           |           |                         |
| Ronco 33’ | Marcatori | 32’ Gorin 77’ Gasperini |

| Arbitro: | Casarin (Milano) |

|               |           |                   |
| Hernandez 16’ | Marcatori | 42’ (aut.) Danova |

#### Girone 2
| Squadra      | P.ti | G | V | N | P | GF | GS | DR |
| ------------ | ---- | - | - | - | - | -- | -- | -- |
| 1. Ascoli    | 8    | 5 | 4 | 0 | 1 | 12 | 8  | +4 |
| 2. Varese    | 7    | 5 | 2 | 3 | 0 | 7  | 4  | +3 |
| 3. Pistoiese | 7    | 5 | 3 | 1 | 1 | 7  | 5  | +2 |
| 4. Sampdoria | 4    | 5 | 1 | 2 | 2 | 6  | 5  | +1 |
| 5. Triestina | 2    | 5 | 0 | 2 | 3 | 5  | 9  | -4 |
| 6. Brescia   | 2    | 5 | 1 | 0 | 4 | 3  | 9  | -6 |

| Arbitro: | Baldi (Roma) |

|           |           |                             |
| Adami 90’ | Marcatori | 9’ Bongiorni 78’ Fraschetti |

| Arbitro: | Falzier (Treviso) |

|                |           |                            |
| Di Stefano 48’ | Marcatori | 36’, 61’ Greco 39’ Carotti |

| Arbitro: | Altobelli (Roma) |

|             |           |               |
| Ascagni 11’ | Marcatori | 30’ Scanziani |

| Arbitro: | Patrussi (Ravenna) |

|                                |           |                          |
| Greco 7’, 16’ (rig.), 27’, 43’ | Marcatori | 14’ De Falco 40’ Ascagni |

| Arbitro: | Polacco (Conegliano) |

|  |           |                |
|  | Marcatori | 75’ Di Stefano |

| Genova 22 agosto 1982, ore 21:00 CEST 2ª giornata | Sampdoria     | 0 – 0 referto | Varese | Stadio Luigi Ferraris\| Arbitro: \| Longhi (Roma) \| |
| Arbitro:                                          | Longhi (Roma) |               |        |                                                      |

| Arbitro: | Menicucci (Firenze) |

|                         |           |                     |
| Nicolini 21’ Muraro 62’ | Marcatori | 17’ (aut.) Anzivino |

| Arbitro: | Sarti (Modena) |

|  |           |                |
|  | Marcatori | 24’ Quaggiotto |

| Arbitro: | Lombardo (Marsala) |

|               |           |              |
| Turchetta 66’ | Marcatori | 74’ Parlanti |

| Arbitro: | Giaffreda (Roma) |

|                   |           |              |
| Facchini 80’, 85’ | Marcatori | 60’ De Falco |

| Arbitro: | Lanese (Messina) |

|                                                     |           |  |
| Scanziani 9’ Casagrande 26’ Francis 44’ Mancini 63’ | Marcatori |  |

| Arbitro: | Pairetto (Torino) |

|                              |           |           |
| Auteri 9’ Turchetta 46’, 80’ | Marcatori | 27’ Greco |

| Arbitro: | Longhi (Roma) |

|            |           |                |
| Gritti 40’ | Marcatori | 32’, 78’ Greco |

| Arbitro: | Barbaresco (Cormons) |

|                                 |           |  |
| Vincenzi 8’ Parlanti 16’ (rig.) | Marcatori |  |

| Arbitro: | Benedetti (Roma) |

|              |           |               |
| De Falco 89’ | Marcatori | 66’ Bongiorni |

#### Girone 3
| Squadra        | P.ti | G | V | N | P | GF | GS | DR |
| -------------- | ---- | - | - | - | - | -- | -- | -- |
| 1. Napoli      | 9    | 5 | 4 | 1 | 0 | 6  | 2  | +4 |
| 2. Avellino    | 6    | 5 | 2 | 2 | 1 | 6  | 5  | +1 |
| 3. Lazio       | 5    | 5 | 2 | 1 | 2 | 8  | 8  | 0  |
| 4. Perugia     | 4    | 5 | 0 | 4 | 1 | 3  | 4  | -1 |
| 5. Atalanta    | 4    | 5 | 0 | 4 | 1 | 1  | 2  | -1 |
| 6. Salernitana | 2    | 5 | 0 | 2 | 3 | 4  | 7  | -3 |

| Arbitro: | Vitali (Bologna) |

|                                        |           |                     |
| Giordano 63’ De Nadai 77’ Podavini 84’ | Marcatori | 28’, 54’ Morbiducci |

| Arbitro: | Pieri (Genova) |

|  |           |                     |
|  | Marcatori | 47’ (rig.) Ferrario |

| Arbitro: | Patrussi (Ravenna) |

|                   |           |             |
| Favero 54’ (aut.) | Marcatori | 30’ Vignola |

| Bergamo 22 agosto 1982, ore 17:30 CEST 2ª giornata | Atalanta       | 0 – 0 referto | Salernitana | Stadio Comunale\| Arbitro: \| Sarti (Modena) \| |
| Arbitro:                                           | Sarti (Modena) |               |             |                                                 |

| Arbitro: | D'Elia (Salerno) |

|                      |           |               |
| Skov 48’ Vignola 62’ | Marcatori | 57’ Chiarenza |

| Perugia 22 agosto 1982, ore 21:00 CEST 2ª giornata | Perugia          | 0 – 0 referto | Napoli | Stadio Renato Curi\| Arbitro: \| Paparesta (Bari) \| |
| Arbitro:                                           | Paparesta (Bari) |               |        |                                                      |

| Roma 29 agosto 1982, ore 20:45 CEST 3ª giornata | Lazio             | 0 – 0 referto | Atalanta | Stadio Flaminio\| Arbitro: \| Falzier (Treviso) \| |
| Arbitro:                                        | Falzier (Treviso) |               |          |                                                    |

| Arbitro: | Agnolin (Bassano del Grappa) |

|                                    |           |          |
| Ferrario 42’ (rig.) Pellegrini 78’ | Marcatori | 26’ Skov |

| Arbitro: | Tubertini (Bologna) |

|            |           |             |
| Zerbio 38’ | Marcatori | 52’ Zaccaro |

| Bergamo 1 settembre 1982, ore 20:30 CEST 4ª giornata | Atalanta          | 0 – 0 referto | Perugia | Stadio Comunale\| Arbitro: \| Pirandola (Lecce) \| |
| Arbitro:                                             | Pirandola (Lecce) |               |         |                                                    |

| Arbitro: | Barbaresco (Cormons) |

|              |           |               |
| Giordano 51’ | Marcatori | 42’, 69’ Díaz |

| Arbitro: | Lo Bello (Siracusa) |

|                    |           |                         |
| Zaccaro 71’ (rig.) | Marcatori | 44’ Vignola 59’ Ferrari |

| Avellino 5 settembre 1982, ore 17:30 CEST 5ª giornata | Avellino         | 0 – 0 referto | Perugia | Stadio Partenio\| Arbitro: \| Lanese (Messina) \| |
| Arbitro:                                              | Lanese (Messina) |               |         |                                                   |

| Arbitro: | Vitali (Bologna) |

|            |           |  |
| Capone 59’ | Marcatori |  |

| Arbitro: | Ballerini (La Spezia) |

|                                      |           |                                  |
| Zaccaro 54’ (rig.) Fracas 69’ (rig.) | Marcatori | 9’ Ambu 39’ D'Amico 84’ Giordano |

#### Girone 4
| Squadra       | P.ti | G | V | N | P | GF | GS | DR  |
| ------------- | ---- | - | - | - | - | -- | -- | --- |
| 1. Bologna    | 7    | 5 | 2 | 3 | 0 | 8  | 3  | +5  |
| 2. Pisa       | 7    | 5 | 3 | 1 | 1 | 7  | 2  | +5  |
| 3. Fiorentina | 6    | 5 | 2 | 2 | 1 | 8  | 3  | +5  |
| 4. Campobasso | 6    | 5 | 3 | 0 | 2 | 3  | 5  | -2  |
| 5. Cavese     | 2    | 5 | 0 | 2 | 3 | 0  | 3  | -3  |
| 6. Nocerina   | 2    | 5 | 1 | 0 | 4 | 1  | 11 | -10 |

| Arbitro: | Lombardo (Marsala) |

|                |           |  |
| Sella 23’, 26’ | Marcatori |  |

| Arbitro: | Pirandola (Lecce) |

|  |           |            |
|  | Marcatori | 75’ Casale |

| Arbitro: | Lo Bello (Siracusa) |

|  |           |                                                                 |
|  | Marcatori | 26’ Rossi 35’ (aut.) Magnini 39’ Graziani 84’ Manzo 90’ Bertoni |

| Arbitro: | Benedetti (Roma) |

|               |           |  |
| D'Ottavio 73’ | Marcatori |  |

| Arbitro: | De Marchi (Novara) |

|              |           |  |
| Bocchinu 47’ | Marcatori |  |

| Arbitro: | Pieri (Genova) |

|            |           |             |
| Casale 45’ | Marcatori | 12’ Pileggi |

| Arbitro: | Giaffreda (Roma) |

|                                     |           |  |
| Roselli 3’ De Ponti 47’, 50’ (rig.) | Marcatori |  |

| Firenze 29 agosto 1982, ore 21:00 CEST 3ª giornata | Fiorentina        | 0 – 0 referto | Cavese | Stadio Comunale\| Arbitro: \| Angelelli (Terni) \| |
| Arbitro:                                           | Angelelli (Terni) |               |        |                                                    |

| Arbitro: | Pezzella (Frattamaggiore) |

|                                            |           |  |
| Garuti 48’ Berggreen 53’ Casale 62’ (rig.) | Marcatori |  |

| Arbitro: | Agnolin (Bassano del Grappa) |

|              |           |  |
| Biagetti 39’ | Marcatori |  |

| Cava dei Tirreni 1 settembre 1982, ore 20:30 CEST 4ª giornata | Cavese          | 0 – 0 referto | Bologna | Stadio Comunale\| Arbitro: \| Magni (Bergamo) \| |
| Arbitro:                                                      | Magni (Bergamo) |               |         |                                                  |

| Arbitro: | Casarin (Milano) |

|             |           |  |
| Bertoni 47’ | Marcatori |  |

| Arbitro: | Menegali (Roma) |

|                               |           |                      |
| Sella 11’ De Ponti 73’ (rig.) | Marcatori | 43’ Graziani 51’ Pin |

| Arbitro: | Polacco (Conegliano) |

|             |           |  |
| Goretti 26’ | Marcatori |  |

| Arbitro: | Altobelli (Roma) |

|  |           |                           |
|  | Marcatori | 19’ Gozzoli 40’ Birigozzi |

#### Girone 5
| Squadra   | P.ti | G | V | N | P | GF | GS | DR  |
| --------- | ---- | - | - | - | - | -- | -- | --- |
| 1. Roma   | 9    | 5 | 4 | 1 | 0 | 13 | 1  | +12 |
| 2. Verona | 7    | 5 | 3 | 1 | 1 | 5  | 6  | -1  |
| 3. Lecce  | 6    | 5 | 2 | 2 | 1 | 4  | 3  | +1  |
| 4. SPAL   | 4    | 5 | 2 | 0 | 3 | 3  | 5  | -2  |
| 5. Como   | 2    | 5 | 0 | 2 | 3 | 2  | 6  | -4  |
| 6. Modena | 2    | 5 | 0 | 2 | 3 | 2  | 8  | -6  |

| Arbitro: | Pezzella (Frattamaggiore) |

|  |           |                               |
|  | Marcatori | 34’ Marangon 71’ (rig.) Penzo |

| Arbitro: | Leni (Perugia) |

|             |           |               |
| Messina 10’ | Marcatori | 51’ Nicoletti |

| Arbitro: | Pairetto (Torino) |

|  |           |           |
|  | Marcatori | 28’ Iorio |

| Arbitro: | Testa (Prato) |

|  |           |                 |
|  | Marcatori | 61’ Magistrelli |

| Arbitro: | Angelelli (Terni) |

|                                                     |           |            |
| Di Bartolomei 52’ Chierico 56’ Pruzzo 66’, 73’, 82’ | Marcatori | 4’ Messina |

| Arbitro: | Leni (Perugia) |

|                |           |  |
| Di Gennaro 49’ | Marcatori |  |

| Arbitro: | Lo Bello (Siracusa) |

|           |           |            |
| Soldà 49’ | Marcatori | 15’ Dirceu |

| Lecce 29 agosto 1982, ore 17:00 CEST 3ª giornata | Lecce          | 0 – 0 referto | Roma | Stadio Via del Mare\| Arbitro: \| Pieri (Genova) \| |
| Arbitro:                                         | Pieri (Genova) |               |      |                                                     |

| Arbitro: | Baldi (Roma) |

|             |           |  |
| Malaman 54’ | Marcatori |  |

| Modena 1 settembre 1982, ore 20:30 CEST 4ª giornata | Modena             | 0 – 0 referto | Lecce | Stadio Alberto Braglia\| Arbitro: \| Bianciardi (Siena) \| |
| Arbitro:                                            | Bianciardi (Siena) |               |       |                                                            |

| Arbitro: | De Marchi (Novara) |

|           |           |  |
| Negri 51’ | Marcatori |  |

| Arbitro: | D'Elia (Salerno) |

|  |           |                                             |
|  | Marcatori | 43’, 63’, 83’ Pruzzo 45’ Iorio 87’ Prohaska |

| Arbitro: | Lamorgese (Potenza) |

|                                      |           |                    |
| Tusino 2’ Mileti 36’ Magistrelli 57’ | Marcatori | 70’ (rig.) Zanolla |

| Arbitro: | Menicucci (Firenze) |

|  |           |                      |
|  | Marcatori | 40’ (aut.) Borriello |

| Arbitro: | Patrussi (Ravenna) |

|                     |           |  |
| Nela 15’ Pruzzo 81’ | Marcatori |  |

#### Girone 6
| Squadra     | P.ti | G | V | N | P | GF | GS | DR |
| ----------- | ---- | - | - | - | - | -- | -- | -- |
| 1. Juventus | 8    | 5 | 3 | 2 | 0 | 10 | 7  | +3 |
| 2. Milan    | 7    | 5 | 3 | 1 | 1 | 8  | 6  | +2 |
| 3. Catania  | 6    | 5 | 2 | 2 | 1 | 6  | 5  | +1 |
| 4. Pescara  | 4    | 5 | 0 | 4 | 1 | 6  | 7  | -1 |
| 5. Padova   | 3    | 5 | 0 | 3 | 2 | 4  | 6  | -2 |
| 6. Genoa    | 2    | 5 | 0 | 2 | 3 | 8  | 11 | -3 |

| Arbitro: | Redini (Pisa) |

|                 |           |                |
| Mastropasqua 1’ | Marcatori | 52’ Marocchino |

| Arbitro: | Bianciardi (Siena) |

|              |           |             |
| Briaschi 29’ | Marcatori | 54’ Pezzato |

| Arbitro: | Angelelli (Terni) |

|              |           |           |
| Lombardi 57’ | Marcatori | 21’ Verza |

| Arbitro: | Altobelli (Roma) |

|              |           |  |
| Crialesi 85’ | Marcatori |  |

| Arbitro: | Lanese (Messina) |

|                        |           |                   |
| Platini 7’ Bettega 61’ | Marcatori | 90’ (aut.) Scirea |

| Arbitro: | Ballerini (La Spezia) |

|  |           |              |
|  | Marcatori | 28’ Tassotti |

| Arbitro: | Menegali (Roma) |

|                                           |           |                                       |
| Briaschi 17’ Iachini 58’ (rig.) Russo 73’ | Marcatori | 15’ Platini 25’ Scirea 51’, 63’ Rossi |

| Arbitro: | Mattei (Macerata) |

|                       |           |                     |
| Jordan 44’ Serena 49’ | Marcatori | 42’ (rig.) Mastalli |

| Arbitro: | Testa (Prato) |

|             |           |              |
| Cerilli 49’ | Marcatori | 77’ Lombardi |

| Arbitro: | Esposito (Torre del Greco) |

|                             |           |             |
| Cantarutti 54’ Crialesi 63’ | Marcatori | 11’ Pezzato |

| Arbitro: | Bergamo (Livorno) |

|                |           |            |
| Rossi 21’, 68’ | Marcatori | 72’ Jordan |

| Arbitro: | Lombardo (Marsala) |

|                        |           |                   |
| Lombardi 46’ Massi 89’ | Marcatori | 17’, 37’ Briaschi |

| Arbitro: | Agnolin (Bassano del Grappa) |

|                            |           |                                    |
| Jordan 43’ Serena 67’, 72’ | Marcatori | 1’ (aut.) Tassotti 8’ Vandereycken |

| Arbitro: | Paparesta (Bari) |

|             |           |            |
| Pezzato 80’ | Marcatori | 54’ Boniek |

| Arbitro: | Ciulli (Roma) |

|           |           |            |
| Massi 55’ | Marcatori | 62’ Marino |

#### Girone 7
| Squadra           | P.ti | G | V | N | P | GF | GS | DR |
| ----------------- | ---- | - | - | - | - | -- | -- | -- |
| 1. Cesena         | 9    | 5 | 4 | 1 | 0 | 10 | 3  | +7 |
| 2. Catanzaro      | 6    | 5 | 3 | 0 | 2 | 8  | 5  | +3 |
| 3. Sambenedettese | 5    | 5 | 1 | 3 | 1 | 3  | 3  | 0  |
| 4. Arezzo         | 4    | 5 | 2 | 0 | 3 | 4  | 4  | 0  |
| 5. Cremonese      | 4    | 5 | 1 | 2 | 2 | 5  | 8  | -3 |
| 6. Paganese       | 2    | 5 | 0 | 2 | 3 | 1  | 8  | -7 |

| Arbitro: | Magni (Bergamo) |

|           |           |  |
| Traini 7’ | Marcatori |  |

| Cremona 18 agosto 1982, ore 20:45 CEST 1ª giornata | Cremonese          | 0 – 0 referto | Paganese | Stadio Giovanni Zini\| Arbitro: \| De Marchi (Novara) \| |
| Arbitro:                                           | De Marchi (Novara) |               |          |                                                          |

| San Benedetto del Tronto 18 agosto 1982, ore 21:00 CEST 1ª giornata | Sambenedettese   | 0 – 0 referto | Cesena | Stadio Fratelli Ballarin\| Arbitro: \| Benedetti (Roma) \| |
| Arbitro:                                                            | Benedetti (Roma) |               |        |                                                            |

| Arbitro: | Giaffreda (Roma) |

|                     |           |  |
| Mei 11’ Garlini 68’ | Marcatori |  |

| Arbitro: | Falzier (Treviso) |

|  |           |                                |
|  | Marcatori | 5’ De Agostini 15’ (rig.) Bivi |

| Arbitro: | Lamorgese (Potenza) |

|                       |           |            |
| Speggiorin 82’ (rig.) | Marcatori | 55’ Frutti |

| Arbitro: | Sguizzato (Verona) |

|                         |           |  |
| Neri 7’, 63’ Doveri 83’ | Marcatori |  |

| Arbitro: | Pirandola (Lecce) |

|                        |           |           |
| Năstase 2’, 72’ (rig.) | Marcatori | 60’ Silva |

| Arbitro: | Paparesta (Bari) |

|                            |           |                         |
| Oddi 87’ (aut.) Frutti 89’ | Marcatori | 35’, 39’, 49’ Schachner |

| Arbitro: | Leni (Perugia) |

|                                                  |           |              |
| De Agostini 31’, 38’ Bivi 44’ (rig.) Mariani 70’ | Marcatori | 86’ Rebonato |

| Arbitro: | Baldi (Roma) |

|             |           |  |
| Lunerti 78’ | Marcatori |  |

| Arbitro: | Mattei (Macerata) |

|              |           |                                             |
| Frediani 58’ | Marcatori | 16’ Garlini 43’ (aut.) Frediani 52’ Buriani |

| Arbitro: | D'Elia (Salerno) |

|                          |           |  |
| Gabriele 80’ Garlini 81’ | Marcatori |  |

| Arbitro: | Pirandola (Lecce) |

|             |           |  |
| Finardi 68’ | Marcatori |  |

| Barra (Napoli) 5 settembre 1982, ore 17:00 CEST 5ª giornata | Paganese            | 0 – 0 referto | Sambenedettese | Stadio Caduti di Brema\| Arbitro: \| Tubertini (Bologna) \| |
| Arbitro:                                                    | Tubertini (Bologna) |               |                |                                                             |

#### Girone 8
| Squadra              | P.ti | G | V | N | P | GF | GS | DR  |
| -------------------- | ---- | - | - | - | - | -- | -- | --- |
| 1. Bari              | 9    | 5 | 4 | 1 | 0 | 9  | 3  | +6  |
| 2. Inter             | 8    | 5 | 4 | 0 | 1 | 9  | 3  | +6  |
| 3. Udinese           | 6    | 5 | 3 | 0 | 2 | 7  | 5  | +2  |
| 4. Lanerossi Vicenza | 4    | 5 | 1 | 2 | 2 | 11 | 8  | +3  |
| 5. Rimini            | 2    | 5 | 0 | 2 | 3 | 5  | 9  | -4  |
| 6. Foggia            | 1    | 5 | 0 | 1 | 4 | 4  | 17 | -13 |

| Arbitro: | Lanese (Messina) |

|  |           |                        |
|  | Marcatori | 35’ Gerolin 74’ Papais |

| Arbitro: | Esposito (Torre del Greco) |

|  |           |             |
|  | Marcatori | 39’ Bagnato |

| Arbitro: | Longhi (Roma) |

|  |           |            |
|  | Marcatori | 89’ Müller |

| Arbitro: | Magni (Bergamo) |

|                                 |           |              |
| Bresciani 51’, 79’ Nicassio 88’ | Marcatori | 10’ Desolati |

| Arbitro: | Mattei (Macerata) |

|          |           |                             |
| Donà 40’ | Marcatori | 15’, 87’ Altobelli 67’ Bini |

| Arbitro: | Pairetto (Torino) |

|               |           |                        |
| Cinquetti 16’ | Marcatori | 36’ Gerolin 79’ Edinho |

| Arbitro: | Lamorgese (Potenza) |

|                                 |           |                            |
| Caravella 34’ Bordon 76’ (rig.) | Marcatori | 60’ Melotti 74’ Ceramicola |

| Arbitro: | Ballerini (La Spezia) |

|  |           |             |
|  | Marcatori | 33’ Baldini |

| Arbitro: | Bianciardi (Siena) |

|                        |           |                |
| Causio 36’, 44’ (rig.) | Marcatori | 32’ Cavagnetto |

| Arbitro: | Angelelli (Terni) |

|             |           |  |
| Baldini 57’ | Marcatori |  |

| Arbitro: | Pieri (Genova) |

|                                              |           |  |
| Altobelli 3’ Juary 54’ Beccalossi 89’ (rig.) | Marcatori |  |

| Arbitro: | Sguizzato (Verona) |

|                      |           |                |
| Cinquetti 26’ (rig.) | Marcatori | 79’ Cavagnetto |

| Arbitro: | Lombardo (Marsala) |

|                                 |           |               |
| De Tommasi 20’, 26’ Bagnato 47’ | Marcatori | 63’ Cinquetti |

| Arbitro: | Sarti (Modena) |

|                                                                                                  |           |                     |
| De Giovanni 6’ (aut.) Nicolini 11’, 87’ Perrone 31’ Cavagnetto 47’ (rig.) Donà 53’ Marchetti 77’ | Marcatori | 13’ (rig.) Desolati |

| Arbitro: | Bergamo (Livorno) |

|                |           |                            |
| De Giorgis 75’ | Marcatori | 68’ Bergomi 86’ Beccalossi |

### Ottavi di finale
| Squadra 1 | Totale | Squadra 2 | Andata | Ritorno |
| --------- | ------ | --------- | ------ | ------- |
| Juventus  | 2 - 1  | Bari      | 1 - 0  | 1 - 1   |
| Inter     | 2 - 1  | Varese    | 2 - 0  | 0 - 1   |
| Pisa      | 2 - 2  | Bologna   | 0 - 0  | 2 - 2   |
| Avellino  | 3 - 6  | Roma      | 0 - 1  | 3 - 5   |
| Cesena    | 1 - 2  | Napoli    | 1 - 0  | 0 - 2   |
| Catanzaro | 0 - 3  | Torino    | 0 - 1  | 0 - 2   |
| Verona    | 5 - 0  | Ascoli    | 5 - 0  | 0 - 0   |
| Cagliari  | 3 - 6  | Milan     | 1 - 2  | 2 - 4   |

| Arbitro: | Bianciardi (Siena) |

|                    |           |  |
| Platini 75’ (rig.) | Marcatori |  |

| Arbitro: | Lanese (Messina) |

|                |           |             |
| De Martino 21’ | Marcatori | 89’ Platini |

| Arbitro: | Lanese (Messina) |

|                              |           |  |
| Misuri 20’ (aut.) Oriali 68’ | Marcatori |  |

| Arbitro: | Pezzella (Frattamaggiore) |

|                 |           |  |
| Di Giovanni 73’ | Marcatori |  |

| Pisa 23 marzo 1983, ore 20.45 CET Ottavi di finale - Andata | Pisa            | 0 – 0 referto | Bologna | Stadio Arena Garibaldi\| Arbitro: \| Facchin (Udine) \| |
| Arbitro:                                                    | Facchin (Udine) |               |         |                                                         |

| Arbitro: | Leni (Perugia) |

|                               |           |                        |
| F.Fabbri 21’ Sorbi 70’ (aut.) | Marcatori | 27’ Todesco 83’ Garuti |

| Arbitro: | Angelelli (Terni) |

|  |           |              |
|  | Marcatori | 54’ Prohaska |

| Arbitro: | Lombardo (Marsala) |

|                                                          |           |                                 |
| Iorio 5’ Faccini 8’ Chierico 16’ Falcão 39’ Baldieri 70’ | Marcatori | 28’, 54’ Skov 42’ (aut.) Valigi |

| Arbitro: | Falzier (Treviso) |

|                 |           |  |
| Krol 58’ (aut.) | Marcatori |  |

| Arbitro: | Lombardo (Marsala) |

|                         |           |  |
| Díaz 56’ Pellegrini 66’ | Marcatori |  |

| Arbitro: | Longhi (Roma) |

|  |           |            |
|  | Marcatori | 80’ Borghi |

| Arbitro: | Falzier (Treviso) |

|                                    |           |  |
| Peccenini 18’ (aut.) Hernandez 42’ | Marcatori |  |

| Arbitro: | Esposito (Torre del Greco) |

|                                                          |           |  |
| Di Gennaro 4’ Sella 18’ Penzo 53’, 62’ (rig.) Dirceu 67’ | Marcatori |  |

| Ascoli Piceno 17 aprile 1983, ore 16:00 CEST Ottavi di finale - Ritorno | Ascoli          | 0 – 0 referto | Verona | Stadio Cino e Lillo Del Duca\| Arbitro: \| Magni (Bergamo) \| |
| Arbitro:                                                                | Magni (Bergamo) |               |        |                                                               |

| Arbitro: | Altobelli (Roma) |

|                   |           |                |
| Baresi 61’ (aut.) | Marcatori | 2’, 89’ Serena |

| Arbitro: | Facchin (Udine) |

|                                                           |           |                                  |
| Verza 28’ Baresi 32’ (rig.) Damiani 61’ Bogoni 73’ (aut.) | Marcatori | 40’ Quagliozzi 76’ (aut.) Baresi |

### Quarti di finale
| Squadra 1 | Totale | Squadra 2 | Andata | Ritorno |
| --------- | ------ | --------- | ------ | ------- |
| Inter     | 3 - 2  | Pisa      | 3 - 2  | 0 - 0   |
| Torino    | 2 - 0  | Napoli    | 2 - 0  | 0 - 0   |
| Verona    | 5 - 5  | Milan     | 2 - 2  | 3 - 3   |
| Juventus  | 5 - 0  | Roma      | 3 - 0  | 2 - 0   |

| Arbitro: | Pairetto (Torino) |

|                                              |           |                          |
| Collovati 1’ Altobelli 23’ Müller 60’ (rig.) | Marcatori | 85’ Garuti 86’ Berggreen |

| Pisa 4 giugno 1983, ore 20:30 CEST Quarti di finale - Ritorno | Pisa                         | 0 – 0 referto | Inter | Stadio Arena Garibaldi\| Arbitro: \| Agnolin (Bassano del Grappa) \| |
| Arbitro:                                                      | Agnolin (Bassano del Grappa) |               |       |                                                                      |

| Arbitro: | Redini (Pisa) |

|                        |           |  |
| Hernandez 32’ Comi 67’ | Marcatori |  |

| Napoli 1º giugno 1983, ore 20:30 CEST Quarti di finale - Ritorno | Napoli         | 0 – 0 referto | Torino | Stadio San Paolo\| Arbitro: \| Pieri (Genova) \| |
| Arbitro:                                                         | Pieri (Genova) |               |        |                                                  |

| Arbitro: | Menicucci (Firenze) |

|                      |           |                           |
| Penzo 5’ Volpati 58’ | Marcatori | 37’ Battistini 53’ Serena |

| Arbitro: | Mattei (Macerata) |

|                                          |           |                                   |
| Baresi 12’ (rig.) Jordan 54’ Damiani 78’ | Marcatori | 41’ Tricella 62’ Dirceu 89’ Penzo |

| Arbitro: | D'Elia (Salerno) |

|                                    |           |  |
| Cabrini 41’ Platini 70’ Boniek 88’ | Marcatori |  |

| Arbitro: | Lo Bello (Siracusa) |

|  |           |                         |
|  | Marcatori | 49’ Tardelli 53’ Boniek |

### Semifinali
| Squadra 1 | Totale | Squadra 2 | Andata | Ritorno |
| --------- | ------ | --------- | ------ | ------- |
| Juventus  | 2 - 1  | Inter     | 2 - 1  | 0 - 0   |
| Verona    | 2 - 2  | Torino    | 0 - 1  | 2 - 1   |

| Arbitro: | Menegali (Roma) |

|                               |           |          |
| Baresi 5’ (aut.) Galderisi 8’ | Marcatori | 63’ Bini |

| Milano 15 giugno 1983, ore 20:30 CEST Semifinali - Ritorno | Inter          | 0 – 0 referto | Juventus | Stadio Giuseppe Meazza\| Arbitro: \| Pieri (Genova) \| |
| Arbitro:                                                   | Pieri (Genova) |               |          |                                                        |

| Arbitro: | Bergamo (Livorno) |

|  |           |               |
|  | Marcatori | 39’ Hernández |

| Arbitro: | D'Elia (Salerno) |

|              |           |                       |
| Selvaggi 14’ | Marcatori | 19’ Volpati 77’ Penzo |

### Finale
| Squadra 1 | Totale | Squadra 2 | Andata | Ritorno     |
| --------- | ------ | --------- | ------ | ----------- |
| Verona    | 2 - 3  | Juventus  | 2 - 0  | 0 - 3 (dts) |

#### Andata
| Verona | Juventus |

| Arbitro: | Lo Bello (Siracusa) |

| |            | |
| Penzo 44’ Volpati 51’ | Marcatori  | |
| · Claudio Garella · Emidio Oddi · Luciano Marangon · Domenico Volpati · Mario Guidetti · Roberto Tricella · 76’ Pietro Fanna · Luigi Sacchetti · Antonio Di Gennaro · 89’ Dirceu · 87’ Domenico Penzo · Sostituzioni · 76’ Ezio Sella · 87’ Luigi Manueli · 89’ Adriano Fedele | Formazioni | · Luciano Bodini · Claudio Gentile · Cesare Prandelli 74’ · Bonini · Brio · Scirea · Giuseppe Galderisi 42’ · Marco Tardelli · Paolo Rossi · Michel Platini · Zbigniew Boniek · Sostituzioni · Massimo Storgato 74’ |
| Osvaldo Bagnoli | Allenatori | Giovanni Trapattoni |

#### Ritorno
| Juventus | Verona |

| Arbitro: | Longhi (Roma) |

| |            | |
| Rossi 8’ Platini 81’, 119’ | Marcatori  | |
| · Luciano Bodini · Claudio Gentile · Antonio Cabrini · Massimo Bonini · 75’ Sergio Brio · Gaetano Scirea · 60’ Domenico Marocchino · Marco Tardelli · Paolo Rossi · Michel Platini · Zbigniew Boniek · Sostituzioni · 60’ Giuseppe Furino · 75’ Massimo Storgato | Formazioni | · Claudio Garella · Emidio Oddi · Luciano Marangon · Domenico Volpati · Mario Guidetti · Roberto Tricella · Pietro Fanna · Luigi Sacchetti · Antonio Di Gennaro · Dirceu · Domenico Penzo · Sostituzioni |
| Giovanni Trapattoni | Allenatori | Osvaldo Bagnoli |